# Episodi di Fisica o chimica (terza stagione)
La terza stagione della serie televisiva Fisica o chimica è stata trasmessa in prima visione in Spagna su Antena 3 dal 13 aprile al 22 giugno 2009.
In Italia la stagione è andata in onda in prima visione su Rai 4 dal 1º febbraio al 15 febbraio 2012, tutti i giorni feriali.
| nº | Titolo originale               | Titolo italiano                 | Prima TV Spagna | Prima TV Italia  |
| -- | ------------------------------ | ------------------------------- | --------------- | ---------------- |
| 1  | Empezar de nuevo               | Ricominciare da zero            | 13 aprile 2009  | 1º febbraio 2012 |
| 2  | El adiós                       | L'addio                         | 20 aprile 2009  | 2 febbraio 2012  |
| 3  | Crimen y castigo               | Delitto e castigo               | 27 aprile 2009  | 3 febbraio 2012  |
| 4  | ¿Y tú qué te apuestas?         | Scommettiamo che...             | 4 maggio 2009   | 6 febbraio 2012  |
| 5  | La prueba                      | La prova del fuoco              | 11 maggio 2009  | 7 febbraio 2012  |
| 6  | Yo te atraigo, tú me atraes... | Attrazioni pericolose           | 18 maggio 2009  | 8 febbraio 2012  |
| 7  | Lo que no me atrevo a decirte  | Giochi pericolosi               | 25 maggio 2009  | 9 febbraio 2012  |
| 8  | Yo nunca he...                 | Io non ho mai...                | 1º giugno 2009  | 10 febbraio 2012 |
| 9  | Superación                     | Segreti e ricatti               | 8 giugno 2009   | 13 febbraio 2012 |
| 10 | Salto al vacío (1ª parte)      | Salto nel vuoto (Prima parte)   | 15 giugno 2009  | 14 febbraio 2012 |
| 11 | Salto al vacío (2ª parte)      | Salto nel vuoto (Seconda parte) | 22 giugno 2009  | 15 febbraio 2012 |

## Ricominciare da zero
- Titolo originale: Empezar de nuevo
- Diretto da: Javier Quintas
- Scritto da: Jaime Vaca

### Trama
È passato un mese dalla morte di Isaac, e Paula non riesce ad andare avanti e ad affrontare la sua perdita, mentre Jan ha già lasciato la scuola per trasferirsi in Cina. Cabano e i professori le stanno vicino per farla stare bene. Julio continua a frequentare Rodrigo, fidanzandosi con la sorella Lucia, mentre si allontana sempre di più da Fer e Cova, mentre questi due organizzano una festa per avvicinarsi di più a lui, ma anche per conoscere meglio i nuovi arrivati, Alma e Quino. Julio è sempre succube della ragazza e di suo fratello, finendo per fare azioni che neanche lui vorrebbe fare. Gorka impedisce a Cabano di rivelare gli eventi che portarono Isaac a morire, ma il ragazzo si sente in colpa e vorrebbe dire tutto a Paula. Ruth è gelosa di Gorka, perché quest'ultimo inizia ad interessarsi della nuova studentessa misteriosa Alma. Yoli intanto vuole cambiare pagina, e si innamora del nuovo arrivato Quino. Blanca cerca una relazione stabile, e inizia ad avere dei battibecchi con Berto, fratello di Yoli e nuovo barista della scuola. Olimpia conosce Martin, il sostituto di Miguel ma anche psicopedagogista della scuola: In realtà, egli è un azionista della scuola, ed è intenzionato a sorvegliare la situazione della scuola. Alla donna, nel frattempo, si rompono le acque con 2 mesi di anticipo e Gorka la accompagna all'ospedale ma non arrivano in tempo e il bambino nasce nell'auto. Rocco supera il processo riguardo agli eventi della gita in cui morì Isaac, ma fa fatica ad essere riassunto: Martin, alla fine, deciderà di riassumerlo nella cattedra di arte. A casa di Irene si presenta la nipote Violetta, scappata dal collegio dove la prendevano sempre di mira.

## L'addio
- Titolo originale: El adiós
- Diretto da: Juanma R. Pachòn
- Scritto da: Carlos Ruano

### Trama
Rodrigo e Lucia mettono Julio sotto pressione e cercano di coinvolgerlo nelle loro azioni. Julio inizia a diventare sempre più aggressivo, cosa che fa preoccupare Cova. Anche se riluttante, Julio verrà coinvolto in un pestaggio ad un gruppo di religiosi, di cui verrà coinvolto pure Quino. Cova, stanca del tutto, annuncia la sua partenza per Alicante in seguito al trasferimento del padre in quella città. Julio, comunque, non sarà presente durante la partenza. Ruth è stanca delle continue avance di Alma nei confronti di Gorka, e inizia a screditare la ragazza. Quino vuole conoscere meglio Yoli, ma le cose si fanno un po' complicate, anche per il presunto atteggiamento omofobo del ragazzo nei confronti di Fer. Blanca intanto cerca di convincere Irene a far restare Violetta a casa sua, mentre subisce le insistenze di Yoli riguardo al diploma che deve prendere Berto. Olimpia viene a scoprire dell'operato di Martin durante la permanenza in ospedale, arrabbiandosi molto. Clara, dopo aver subito una piccola violenza fisica da parte di Julio, e intenta ad aiutarlo, viene minacciata dalla banda di Rodrigo, che la obbligano a lasciar stare Julio.

## Delitto e castigo
- Titolo originale: Crimen y castigo
- Diretto da: Carlos Navarro Ballesteros
- Scritto da: Carlos Montero

### Trama
Paula viene a sapere della presenza di Cabano la sera dell'incidente di Isaac, e con l'aiuto di Alma, decide di agire di conseguenza. Julio intanto distribuisce inviti per una festa al locale di Rodrigo nonostante l'ordinanza di allontanamento dalla scuola. Fer non si rassegna al suo cambiamento e continua a difenderlo. Durante la festa, però, il ragazzo viene sorpreso in atteggiamenti intimi nei bagni da Rodrigo, e l'intervento di Julio lo salva, anche se quest'ultimo poi riceve un sacco di botte da parte di Rodrigo e i suoi compagni. Fer chiama poi l'ambulanza e Irene, nei dintorni, osserva la scena e viene presa dal panico, ricordando Isaac. Alma e Ruth sono in competizione, e la ragazza nuova decide di puntare verso Gorka. Yoli, grazie all'aiuto di Blanca, continua ad aiutare Berto. Olimpia viene sostituita da Martin nella presidenza, che intanto ha assunto un nuovo professore di inglese madrelingua di nome Thomas, che sostituirà Clara, non essendo qualificata per quel posto. 

## Scommettiamo che...
- Titolo Originale: ¿Y tú qué te apuestas?
- Diretto da: Javier Quintas
- Scritto da: Fèlix Jimènez e Carlos Montero

### Trama
Paula, scoperta la verità su Cabano, decide di lasciarlo. Julio intanto è ricoverato in ospedale, ricevendo visite prima da Rodrigo, che gli intima di non dire niente alla polizia, e poi da Violetta, che preoccupandosi per lui gli porta gli appunti di storia ma involontariamente viene offesa dal ragazzo. Julio, comunque, verrà riammesso a scuola. Fer intanto vuole aiutare Julio e gli consiglia di denunciare il fatto alla polizia. Gorka e Cabano iniziano a scommettere sulla relazione di Yoli e Quino e sul voto di castità di quest'ultimo, e insieme all'aiuto di Alma, giocano un brutto scherzo alla coppia, drogando di fatto Quino durante una festa-trappola, in cui Ruth e Gorka si lasciano. Yoli intanto è preoccupata per Ruth a causa della sua improvvisa mancanza di autostima. Blanca si accorge di essere presa da due uomini: Berto e Martin. Irene inizia a sentirsi con Thomas, ma i due hanno dei problemi a causa delle differenze linguistiche. Martin induce gli studenti a dare dei giudizi sui professori, mentre Olimpia riceve pressioni da Rocco in merito al bambino. La donna deciderà di fare il test dopo l'arrivo di Fèlix. Clara inizia a prendere ansiolitici per superare il brutto momento che sta vivendo.

## La prova del fuoco
- Titolo Originale: La prueba
- Diretto da: Juanma R. Pachòn
- Scritto da: Alberto Manzano

### Trama
Paula e Cabano iniziano a ricevere attenzioni da Alma che, stanca di Ruth e Gorka, decide di puntare sui due. Julio inizia a riprendere regolarmente gli studi, e convince un suo amico di infanzia, David, a fare lo stesso, data l'improvvisa fissazione di quest'ultimo per i videogiochi. Fer intanto si chiede il motivo delle recenti "buche" di Julio, finendo col far amicizia con David, da cui sembra attratto, anche se il ragazzo è palesemente interessato alle ragazze. Fer, comunque, inizierà ad avere dei dubbi, quando riceverà un bacio dal giovane durante una serata tra amici in cui comunque David ha bevuto molto. Blanca reputa una possibile storia con Berto inutile, e quindi decide di puntare su Martin. Irene continua ad avere difficoltà con Thomas, e quindi quest'ultimo decide di accettare il lavoro per una compagnia aerea. Olimpia viene a sapere di una possibile malattia che potrebbe avere suo figlio, mentre Rocco propone in presidenza una nuova attività interattiva, un videogioco utile ed educativo. Violetta si propone per la progettazione, essendo una esperta del campo, ma le sue intenzioni sono ben altre.

## Attrazioni pericolose
- Titolo originale: Yo te atraigo, tú me atraes...
- Diretto da: Luis Santamarìa
- Scritto da: Fèlix Jimènez

### Trama
Julio viene invitato da Violetta a registrarsi al nuovo videogioco, e gli servono delle foto del ragazzo. Ma, per sbaglio, quest'ultimo gli invia tutte le sue foto, che comprendono anche alcune in cui è a torso nudo e in atteggiamenti sexy. Fer è confuso, e vuole sapere se David è gay o etero, e quindi chiede aiuto a Yoli, che intanto anche lei è confusa sull'orientamento sessuale di Quino. La cosa però non va a buon fine per Fer, anche se il suo legame con David va pian piano ad incrementarsi, mentre per Yoli sembra che i suoi dubbi siano stati risolti. Blanca decide di accettare l'invito a cena di Martin. Irene, intanto, cerca di consolarsi per la partenza di Thomas. Clara, urta per sbaglio il motorino di Martin, mentre viene ripresa da Gorka e Cabano. La donna non si prenderà le sue responsabilità, e quindi decide di fuggire. Oltretutto, l'intromissione di Alma complica le cose. Adolfo, intanto, ha deciso di divorziare con la moglie Marisa.

## Giochi pericolosi
- Titolo originale: Lo que no me atrevo a decirte
- Diretto da: Javier Quintas
- Scritto da: Jaime Vaca

### Trama
Paula vuole definitivamente rompere con Cabano, ma l'intromissione di Alma, che vuole impedire ciò, cambia le cose. Julio intanto viene coinvolto nella vendetta di Violetta a causa del malinteso venutosi a creare con le foto, e anche per le offese che la ragazza ha ricevuto dalla zia: Infatti, il ragazzo si vedrà copulare all'interno del gioco con la professoressa di filosofia. Fer, nel frattempo, è deciso a concludere una volta per tutte i malintesi che ci sono tra lui e David: Quest'ultimo sembra attratto da Fer, ma per nascondere ciò decide di iniziare una storia con Ruth. Gorka si vedrà occupare del figlio di Olimpia, che non sa a chi affidare il bimbo. Yoli intanto è sempre più attratta da Quino, e ha timore che questa cosa possa in qualche modo distogliere il ragazzo dai suoi principi religiosi. Blanca non è intenzionata a cadere ai piedi sia di Berto che di Martin, ma decide ugualmente di tenere all'oscuro Martin della relazione con Berto. Clara continua a prendere ansiolitici e medicinali, ma non riesce più a controllare il peso della cosa.

## Io non ho mai...
- Titolo originale: Yo nunca he...
- Diretto da: Juanma R. Pachòn
- Scritto da: Carlos Ruano

### Trama
Paula è sempre più convinta che Alma non voglia rovinare il suo rapporto con Cabano, ma l'arrivo inaspettato di Erica, una vecchia amica di Alma, la rende confusa e dubbiosa, soprattutto quando la ragazza rivela al gruppo che Alma è una assassina. Julio inizia a passare più tempo con Violetta, anche se Irene è contraria alla cosa. La giovane, intanto, invita Julio a passare una serata insieme a casa sua, ma Julio teme che i ragazzi della scuola possano giudicarlo male, e così dice a Gorka che ci sarà una festa a casa di Violetta. Fer è ancora arrabbiato e confuso. Infatti, pensava di piacere a David, ma quest'ultimo sta insieme a Ruth. Durante la festa, comunque, i due si chiariranno, e in quell'occasione David confesserà il suo amore per Fer, seguito da un bacio appassionante. I due, però, sono segretamente filmati da Gorka, che inizierà a minacciare David. Yoli inizia a cambiare stile di vita, pur di rimanere insieme a Quino. Blanca rompe per sbaglio una tela di Rocco, e ovviamente si offre per ripararla: Tuttavia, la casa è occupata dalla festa di Violetta, dove il quadro finisce di rompersi. Martin, intanto, scopre che la responsabile dell'incidente al motorino è Clara, e la intimidisce a non fare altri passi falsi. Olimpia affida suo figlio a Clara, ma questa ha ancora dei problemi di autocontrollo, e finisce per far cadere il bimbo per terra. I professori, intanto, organizzano una partita di calcetto tra professori e alunni, dove una Violetta aggressiva si scaglia su Irene.

## Segreti e ricatti
- Titolo originale: Superaciòn
- Diretto da: Carlos Navarro Ballesteros
- Scritto da: Susana Lopèz

### Trama
Paula e Cabano vengono a sapere da Erica che Alma in passato ha ucciso una persona: Così, i due decidono di indagare sul passato della ragazza. Julio ha problemi con Violetta, che sentitosi offesa riguardo ad una discussione avvenuta tra il ragazzo e Gorka riguardo al peso della ragazza, decide di vendicarsi postando su internet le immagini di Julio e Yoli mentre si baciano alla festa. Intanto, Julio si sente nuovamente minacciato da Lucia e suo fratello Rodrigo. Nel mentre, David viene continuamente minacciato da Gorka: Il piano di quest'ultimo è far sentire Ruth sovrappeso, e così ordina a David di farla sentire tale, per far sì che la giovane torni tra le braccia di Gorka. se non vuole che le foto del suo bacio con Fer siano viste da tutti. La storia tra Yoli e Quino inizia a complicarsi a causa delle foto postate da Violetta. Blanca accetta l'invito a teatro di Berto, e Martin, venuto a conoscenza di ciò, impone alla donna una scelta definitiva. Olimpia, intanto, trova degli ematomi sul corpo del bimbo, e scoperto che la responsabile era Clara anche se involontariamente, decide di mettere al corrente la presidenza, provocando il licenziamento di quest'ultima. Clara ha problemi con Julio e la situazione con Rodrigo, e alla fine escogita un piano insieme a Julio per evitare la morte di quest'ultimo e l'arresto di Lucia e Rodrigo. Da quell'evento Clara supera le sue insicurezze e getta via gli ansiolitici.

## Salto nel vuoto (Prima parte)
- Titolo originale: Salto al vacìo (1ª Parte)
- Diretto da: Javier Quintas
- Scritto da: Carlos Ruano

### Trama
Il rapporto tra Paula e Cabano diventa instabile, e Cesar pubblica un video sul gioco virtuale dove lui, Alma e Paula si trovano in atteggiamente intimi. Paula, pensando che sia stata Alma, decide di pubblicare i nastri delle sedute psichiatriche di alma con Martin, procuratele da Erica. Alma, scoperto ciò, giura vendetta a Paula. Julio e Violetta si alleano per far ritornare Clara a scuola, anche se Martin è contrario. Intanto, Fer è arrabbiato con David, e anche se quest'ultimo voglia stare insieme al ragazzo, Fer afferma di non voler stare con un codardo. Le cose tra Yoli e Quino sembrano risolte, ma quest'ultimo è talmente attirato dalla ragazza che finisce col fare pensieri sconci su di lei, cosa che non può permettersi a causa delle sue credenze religiose. Ruth è distrutta dopo l'esperienza con David, e Gorka fa di tutto per ritornare con lei, ma la cosa si complica, e Clara si accorge che la ragazza è affetta da bulimia. Blanca è in crisi e non sa chi scegliere tra Berto e Martin: Irene, per risolvere la situazione, inizia a dare consigli all'amica. Olimpia, una sera, vede per caso Irene e Cabano insieme, e sospetta che la donna possa essere cascata nelle vecchie "abitudini". Irene si giustifica il più possibile, ma il voto che Cabano ha dato alla donna alza di più i sospetti verso di loro. La situazione, comunque, verrà smentita da Irene stessa. Sul videogioco online, improvvisamente, viene postato un video in cui si vede la scuola in fiamme. 

## Salto nel vuoto (Seconda parte)
- Titolo originale: Salto al vacìo (2ª Parte)
- Diretto da: Juanma R. Pachòn
- Scritto da: Alberto Manzano e Carlos Montero

### Trama
Paula è convinta che Alma appiccherà un incendio a scuola, ed è ostinata a far credere alla presidenza che la ragazza è pericolosa, tuttavia non le danno ragione. Paula e gli altri studenti si renderanno conto della gravità della situazione quando le porte del liceo verranno tutte sbarrate. Alma e Paula si ritroveranno chiuse nel bagno delle ragazze, in cui Erica ha appiccato un fuoco: L'arrivo di Rocco e di Fer e David salverà le due giovani ragazze, mentre David, in preda all'adrenalina, fa coming out davanti a tutti, baciando Fer. Intanto, tra Violetta e Julio si sta formando una grande intesa, e la ragazza vorrebbe invitare Julio per una gita estiva, ma quest'ultimo non vuole. Yoli e Quino decidono di provare a farlo, ma il primo tentativo si risulta disastroso. Clara convince Ruth ad entrare in una clinica specializzata per curare la sua bulimia: Gorka vorrebbe assisterla, ma Clara gli impone di stare al suo posto. Ruth, a seguito di un momento di depressione, decide di volersi tagliare le vene, ma l'intervento di Cabano la tranquillizza, decidendo così di continuare la terapia.Blanca riceve da entrambi i suoi contendenti una proposta di matrimonio, e confusa non sa chi scegliere. alla fine però prende la sua scelta definitiva. Irene riceve la visita di Thomas, con l'intenzione di ricominciare da capo, ma la situazione non è delle migliori e il rapporto non funziona bene. Intanto, Olimpia si scusa con Irene per averle dato addosso riguardo alla storia di Cabano: In realtà, si viene a scoprire che Irene ha realmente fatto qualcosa con il giovane studente.